# Schiavoni

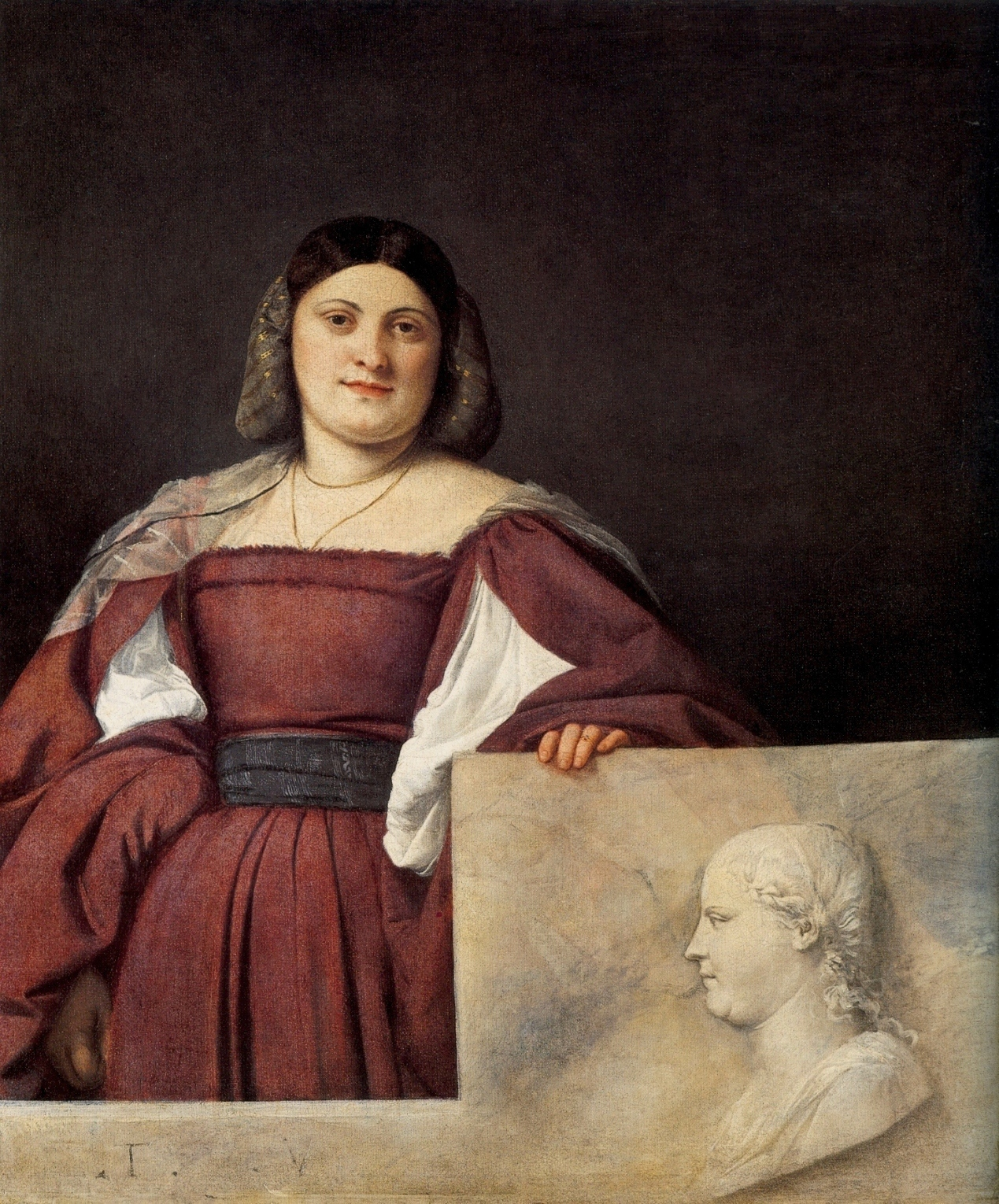
La schiavona, obraz Tiziano Vecellio (1510)

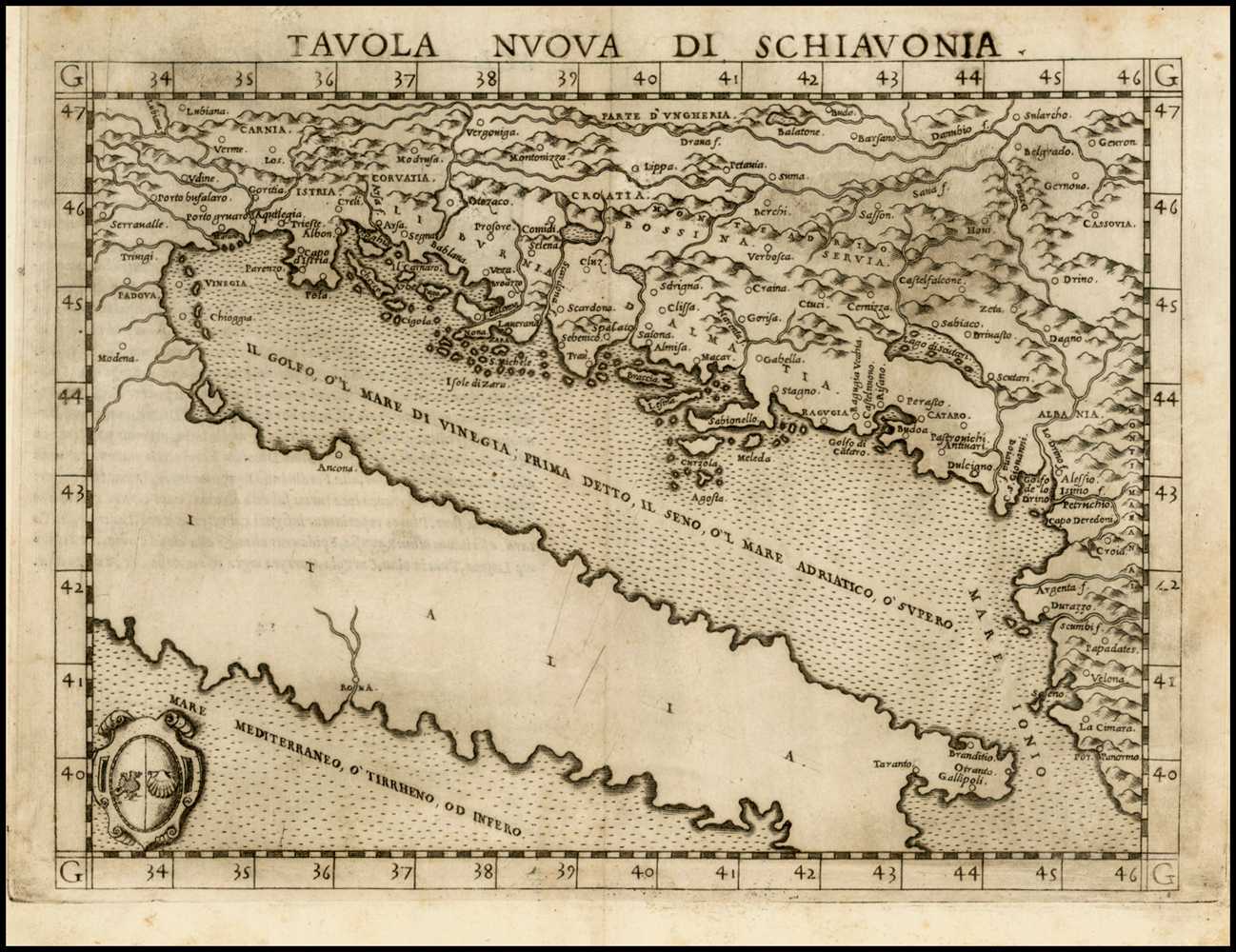
Tavola Nuova Di Schiavonia (1561) – historyczna Schiavonia obejmująca obecne: Karyntię, Istrię, Liburnię, Serbię, Bośnię, Chorwację i Słowenię

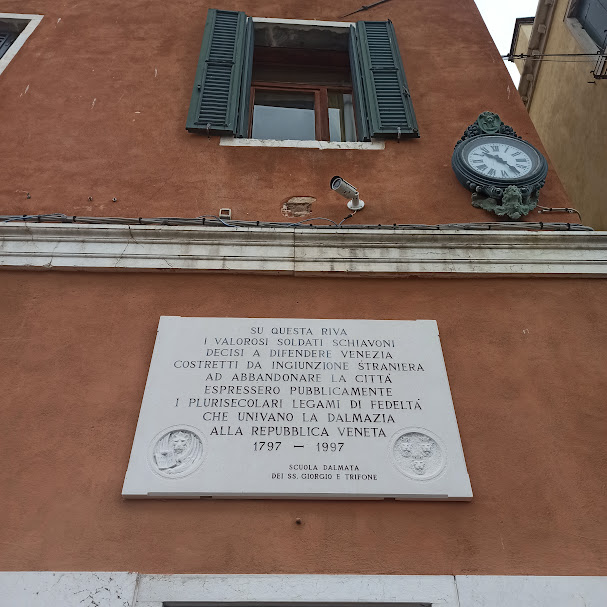

Schiavoni, staropol. Sklawończyk,  Schiavonin – włoski etnonim słowiańskiej grupy etnicznej, pochodzący z okresu  Republiki Weneckiej dla określenia ludności zamieszkującej obszar Dalmacji i Istrii oraz historycznej Slawonii między Dunajem, Drawą i Sawą będącej we władaniu dożów w dzisiejszych Słowenii i Chorwacji. Jeszcze w roku 1561 sklawińska prowincja dzieliła się na Chorwację, Bośnię, Serbię, Dalmację, Liburnię, Istrię i Karyntię.
Najstarsze zapisy, wymieniają również nazwę regionu jako in Sclavonis, Schiavonia, następnie Venezia Schiavonia, Schiavonia Veneta, Sclavonia, i odnoszą się obecnie do Słowenii.
We współczesnej włoskiej etnografii słowem Schiavonia, lub określeniami Slavia italiana oraz Slavia friulana nazywa się część prowincji Friuli-Wenecja Julijska przylegającą bezpośrednio do Słowenii, a w przeszłości grupę etnograficzną, która zamieszkiwała nadmorską dzielnicę Wenecji, wyróżniającą się własnym językiem, strojem i tradycją. Sklawińskie ślady obecności widoczne są również na całym Półwyspie Apenińskim.

## Pochodzenie nazwy
Termin ten derywowany został z greckiego słowa Σλάβος, Slabos i łacińskiego Sclavo.  W okresie Cesarstwa Rzymskiego aż po późne średniowiecze, sclavoni byli zbiorczym terminem określającym ogół niewolników. W następnych stuleciach nazwa przechodzi w pojęcie określane słowem servus, przez co słowo to staje się synonimem niewolnika. Według różnych szacunków historyków liczba niewolników w okresie wczesnego cesarstwa mogła już dochodzić do 40% ogółu ludności. Największa koncentracja owych servus poza stolicą znajdowała się na terytorium Kampanii, Lacjum i Etrurii.
Również zbiorcza nazwa Schiavoni używana w muzułmańskiej Hiszpanii jest  arabskim odpowiednikiem słowa Saqaliba, oznaczającym zarówno europejskich niewolników jak i Słowian. Schwytani i zakupieni w Europie niewolnicy byli w większości Słowianami i Germanami, a nawet Chazarami z Europy Środkowej i Wschodniej,  którzy następnie służyli na dworach lub jako najemnicy w arabskim wojsku Al-Andalusi. Jeszcze do XIX wieku obecne Morze Adriatyckie oddzielające Dalmację od Półwyspu Apenińskiego znane było ówczesnej geografii jako Morze Słowian lub Mare di Schiavonia.

## Historia

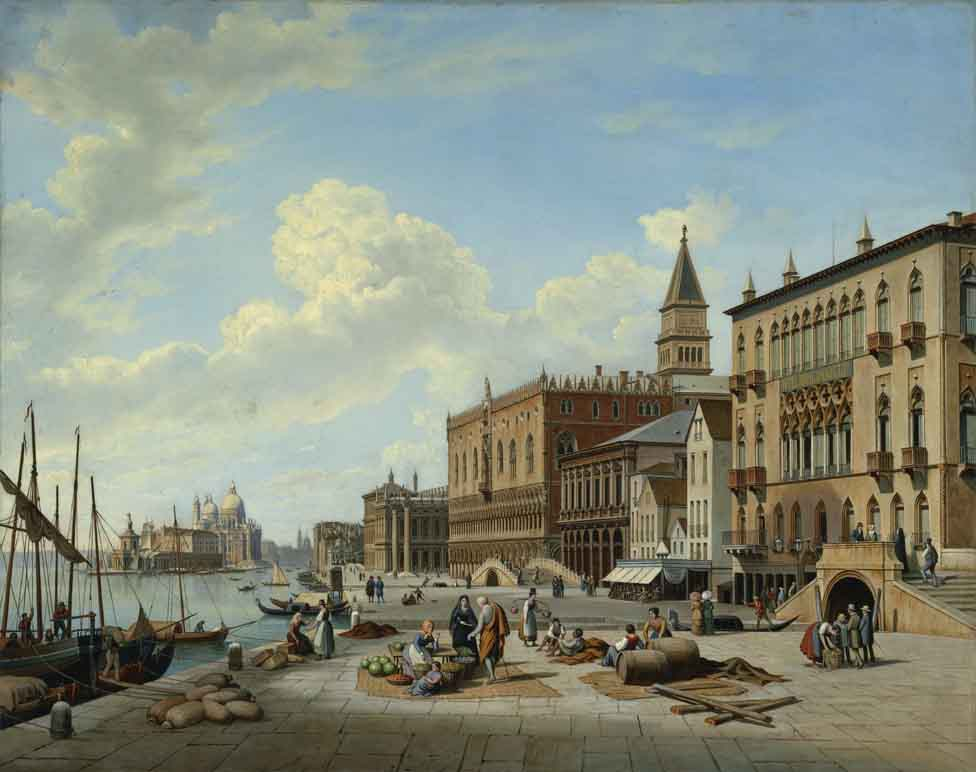
Hubert Sattler „Riva degli Schiavoni” w Wenecji

Słowianie pojawili się na tym obszarze na przełomie VI/VII wieku kiedy to plemiona chorwackie pokonały Awarów panujących w Dalmacji oraz zajęły części Królestwa Longobardów, Państwa Ostrogotów oraz Cesarstwa Bizantyńskiego. Po tym okresie największym zagrożeniem byli dla nich Arabowie, panujący na Morzu Śródziemnym, a pod sam koniec tego okresu pojawienie się na Morzu Adriatyckim Normanów.  Osiadli nad Adriatykiem Słowianie przyjęli chrześcijaństwo od frankońskich misjonarzy w roku 800.
W X wieku wybrzeża Morza Śródziemnego pustoszone były przez piratów Saqaliba (słowiańskich), którzy wspólnie z Arabami na statkach przez szereg kolejnych lat wyprawiali się również na Genuę oraz wybrzeża Kalabrii, Korsykę i Sardynię. Znany jest jeden z takich korsarzy, zwany Sarib as-Saqlabi, który w latach 927 do 930 kilkakrotnie napadał południowe Włochy. Zajął Tarent i Tiriolo oraz ściągał okup od mieszkańców Salerno i Neapolu. Jemu i jego drużynie przypisuje się też udział w założeniu w Palermo dzielnicy zwanej Harat as-Saqaliba. Według Michelego Amariego, Sarib nie było to imię własne lecz  wskazanie przez arabskiego pisarza przynależności do słowiańskiego szczepu Serbów.
Najstarszym zabytkiem piśmienniczym odnoszącym się do dalmatyńskich Słowian jest pochodzący z roku 1167 latopis Duklanina – Libellus Gothorum quod latine Sclavorum dicitur Regnum – który identyfikował Słowian z Gotami.

### Kultura

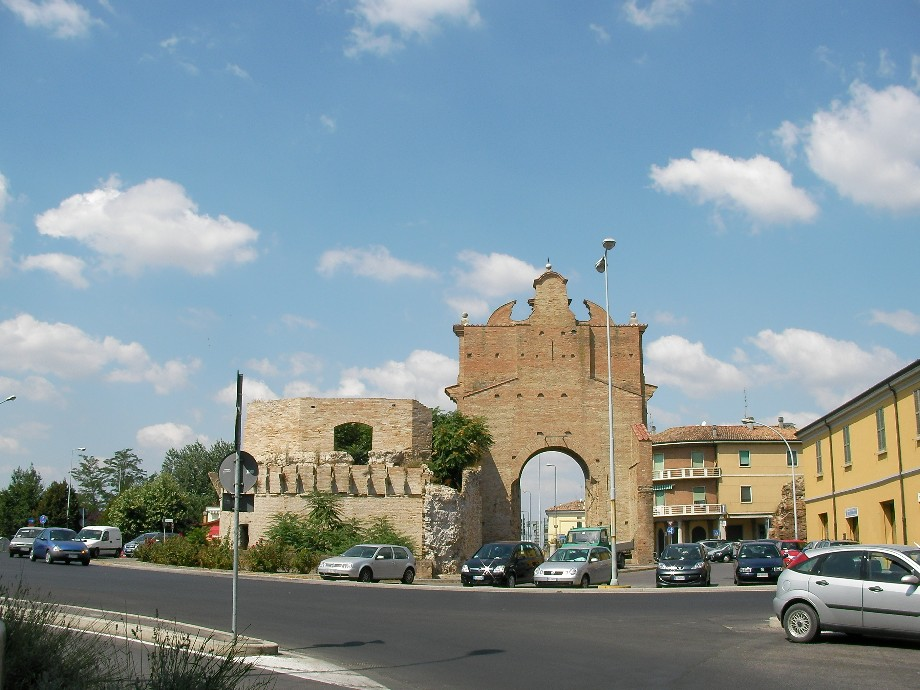
Porta Schiavonia (dosł. Brama Słowiańska) nad Montone (Forlì)

Znaczenie roli Schiavoni w Republice Weneckiej najlepiej wskazuje nazwa jednej z głównych ulic w Wenecji, „Riva degli Schiavoni”, naprzeciwko Pałacu Dożów i Placu Świętego Marka, w dawnym kwartale sklawińskiej gminy kupieckiej. We wczesnym średniowieczu było to miejsce gdzie sprzedawano niewolników-Słowian – „młodych dryblasów, łapanych w pobliskiej Dalmacji”.
Innym przykładem świadczącym o dalmatyńskich przybyszach jest budynek bractwa Scuola di San Giorgio degli Schiavoni ufundowany pod koniec XV wieku,  który w XIX wieku stał się jednym z najsłynniejszych miejsc pielgrzymkowych dla artystów. Wewnątrz budowli znajduje się kolekcja obrazów Carpaccia, a przy wejściu wzdłuż klatki schodowej wiszą obrazy  z portretami dalmatyńskich Sklawinów będących donatorami tego towarzystwa.
Wielu z Schiavoni było wykwalifikowanymi rzemieślnikami i zaznaczyło swój ślad w miejskim budownictwie, przemyśle stoczniowym  oraz jako gwardia przyboczna dożów. Nazwiskiem sklawińskich przybyszów posługiwali się urodzony w Dalmacji włoski malarz Andrea Schiavone oraz Natale Schiavoni.

## Galeria

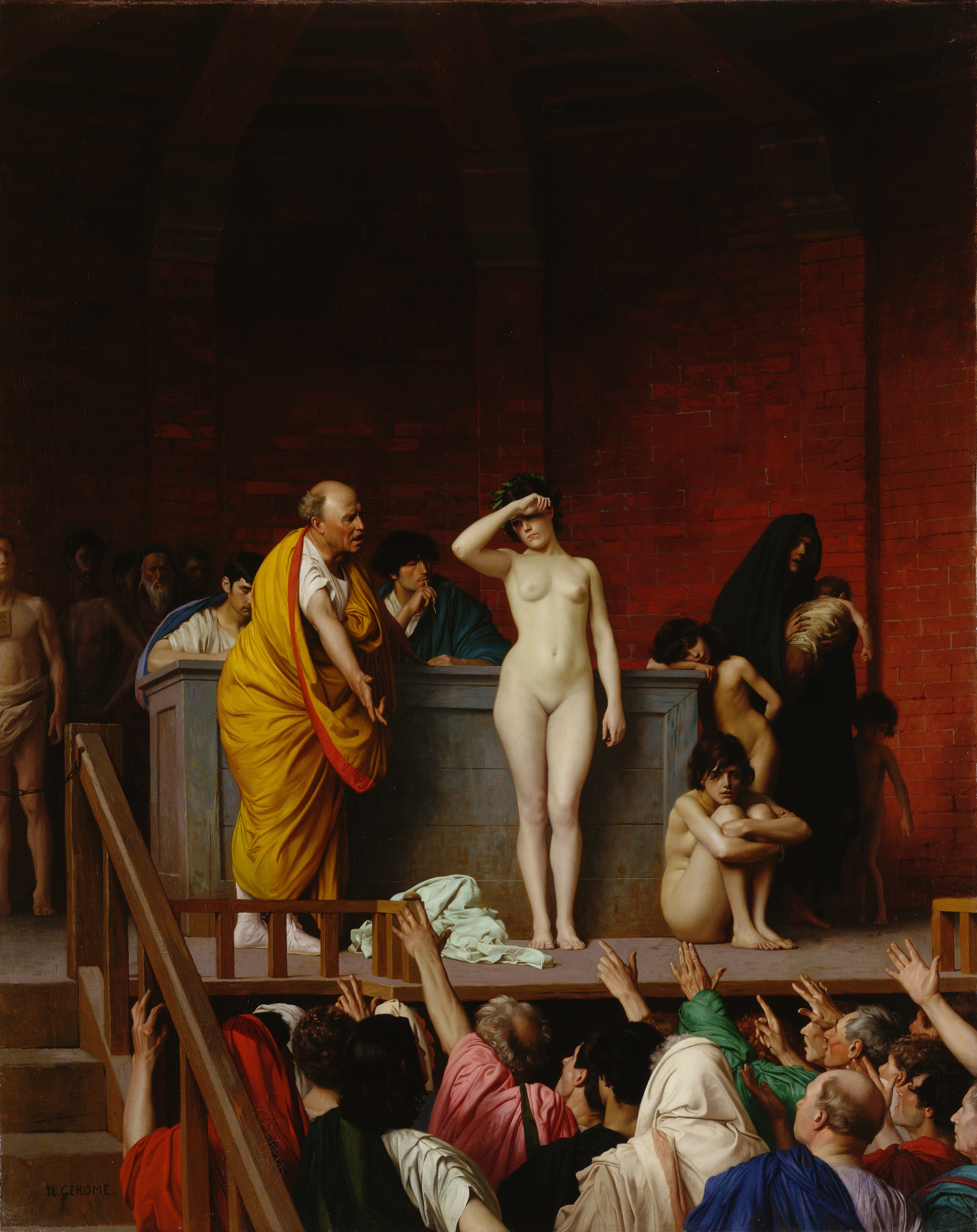
Jean-Léon Gérôme Mercato degli schiavi – targ niewolników
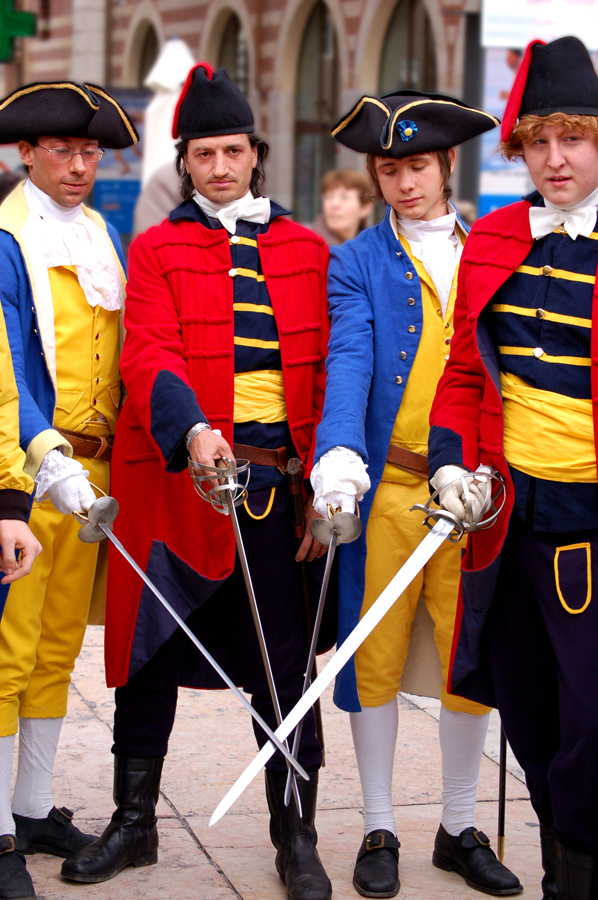
Historyczne stroje milicji weneckiej Schiavoni (czerwone płaszcze) i Guardia Nobile Veronese w płaszczach lazurowych